# Grudynia Wielka
Grudynia Wielka (Magna Grudina, Grosz Grudny, od 1845 niem Gross Grauden) – wieś w Polsce położona w województwie opolskim, w powiecie kędzierzyńsko-kozielskim, w gminie Pawłowiczki. W 2011 roku liczba mieszkańców we wsi Grudynia Wielka wynosiła 663.
Leży na terenie Nadleśnictwa Prudnik (obręb Prudnik).

## Nazwa
Nazwa "Grudynia" (w języku niemieckim "Grauden", w łacińskim "Graudina") wywodzi się od polskiego słowa "gruda" oznaczającego "bryłę ziemi". W alfabetycznym spisie miejscowości na terenie Śląska wydanym w 1830 roku we Wrocławiu przez Johanna Knie wieś występuje pod polską nazwą Wielka Grudynia oraz zgermanizowaną - Gross Grauden.

## Historia
Grudynia Wielka istniała na początku XIII wieku. W dokumencie biskupa wrocławskiego Wawrzyńca znajduje się wzmianka, że 25 maja 1223 r. wioska Grudynia została przekazana w posiadanie sióstr norbertanek z Rybnika.
W 1416 roku występuje nazwa Magna Grudina, a w 1532 Grosz Grudny. W 1783 roku właścicielem majątku w Grudyni Wielkiej była rodzina von Görz. W 1802 r. majątek został nabyty przez hrabinę Knobelsdorff. W 1811 r. majątek sprzedano radcy Trusnowi, a w 1850 r. nabył go Józef Neumann z żoną Emilią. Potem został przekazany ich córce, która wyszła za mąż za barona von Reibnitz.
W latach 1859–1870 został wybudowany pałac. Majątek pozostał w rękach rodziny von Reibnitz do roku 1939. W latach 90. XX w. mieściło się w nim przedszkole. W latach 2010–2013 pałac został odrestaurowany i przerobiony na hotel z restauracją.
Od końca XVIII w. do 1933 r. wieś posiadała własną pieczęć gminną, na której wizerunku umieszczono przedstawienie lokalnego kościoła z jedną wieżą, po prawej stronie wysoki krzyż .
Pod koniec wieku w 1894 r. powstał pierwszy oddział straży pożarnej.
Po zakończeniu II wojny światowej w wyniku reformy, powołano przedsiębiorstwo pod nazwą Państwowych Nieruchomości Ziemskich, w skład których weszły także PGR-y w czterech okolicznych wsiach (Grudynia Wielka, Grudynia Mała, Jakubowice, Milice). W 1952 r. powstał zespół Grudynia Wielka, a potem Klucz Państwowych Gospodarstw Rolnych z siedzibą w Grudyni Wielkiej. 
W dniu 1 lipca 1972 r. połączyły się cztery samodzielne gospodarstwa (Grudynia Wielka, Grudynia Mała, Milice i Jakubowice) tworząc Państwowe Gospodarstwo Ogrodnicze, a w 1977 r. Zakład Produkcji Sadowniczej z siedzibą w Grudyni Wielkiej. 24 maja 1994 r. zakład ten został sprywatyzowany i przyjął nazwę Przedsiębiorstwo Produkcji Sadowniczej S.A. w Grudyni Wielkiej.
Wieś była dwukrotnie siedzibą gromady Grudynia Wielka (gromada 1954–1961) i Grudynia Wielka (gromada 1962–1972).

## Parafia
Kościół parafialny jest wspominany w rejestrach z dziesięcin z 1335 i 1447 roku. W aktach wizytacyjnych z 1679 jest informacja, że w Grudyni znajduje się drewniany kościół parafialny pw. świętych Apostołów Piotr i Pawła,
wybudowany w 1567 długości 23 łokci (około 13,2 m) i szerokości 13 łokci (ok. 7,4m).
Obecny kościół parafialny (trzeci z kolei) pw. Nawiedzenia NMP wybudowany (na fundamentach starego) w latach 1895-96. Został poświęcony z 1896 przez dziekana dekanatu gościęcińskiego ks. radcę Rudolfa Bannera z Walc.
Kościół prawdopodobnie opiera się na projekcie kościoła z Walec, który został wybudowany wcześniej (1894). Podobieństwo widać m.in. na planach kościoła z Walec, które są dostępne na stronach Technische Universität Berlin Architekturmuseum.

W 1964 opolski biskup pomocniczy Henryk Grzondziel konsekrował trzy nowe spiżowe dzwony.

## Edukacja
W 1864 r. powstała we wsi szkoła (obok kościoła), do której uczęszczały także dzieci z Grudyni Małej. Od 1932 r. nauczycielem w tej szkole był Edmund Kromczyński, a od 1935 Paweł Koch. W latach 80. XX wieku, ze względu na zły stan budynku szkoła została przeniesiona do Milic. Od 1992r Szkoła Podstawowa mieści się w budynkach dawnych hoteli pracowniczych.

## Sport
Do 2016 (z krótkimi przerwami od 1946) w miejscowości funkcjonował Ludowy Klub Sportowy Spartan Grudynia Wielka (wcześniejsze nazwy to Budowlani Grudynia Wielka i LZS Grudynia Wielka).
W latach 80. i 90. odbywał się coroczny Bieg Sadownika.
W latach 70. obok boiska sportowego został wybudowany budynek klubowy.

## Zabytki
Do wojewódzkiego rejestru zabytków wpisany jest park pałacowy, z drugiej poł. XIX w., lata 1905–1915
Inne zabytki:
- kościół parafialny pw. Nawiedzenia NMP,
- zespół dworski: pałac, spichlerz, wozownia oraz kuźnia.

## Galeria

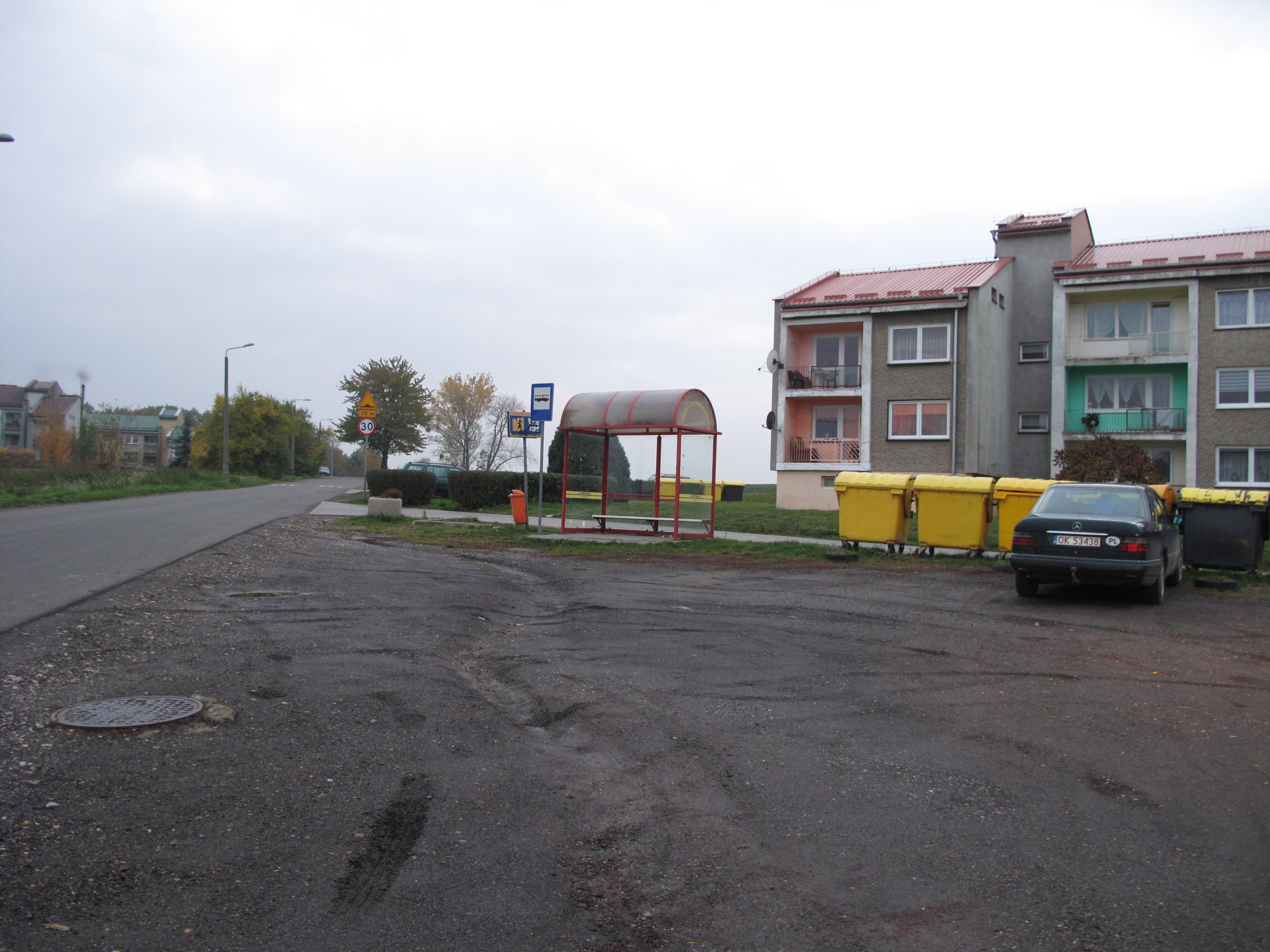
Przystanek autobusowy
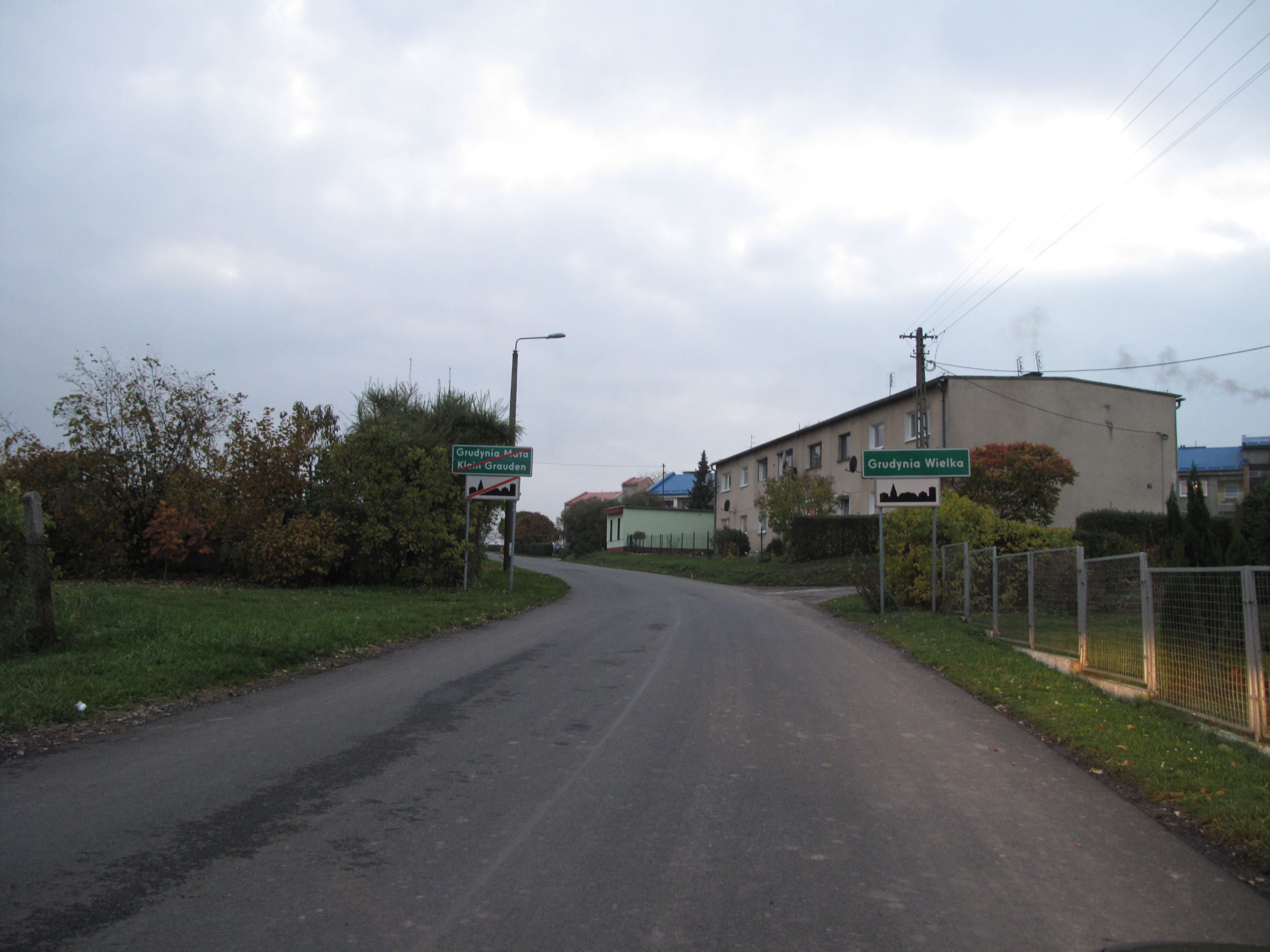
Droga
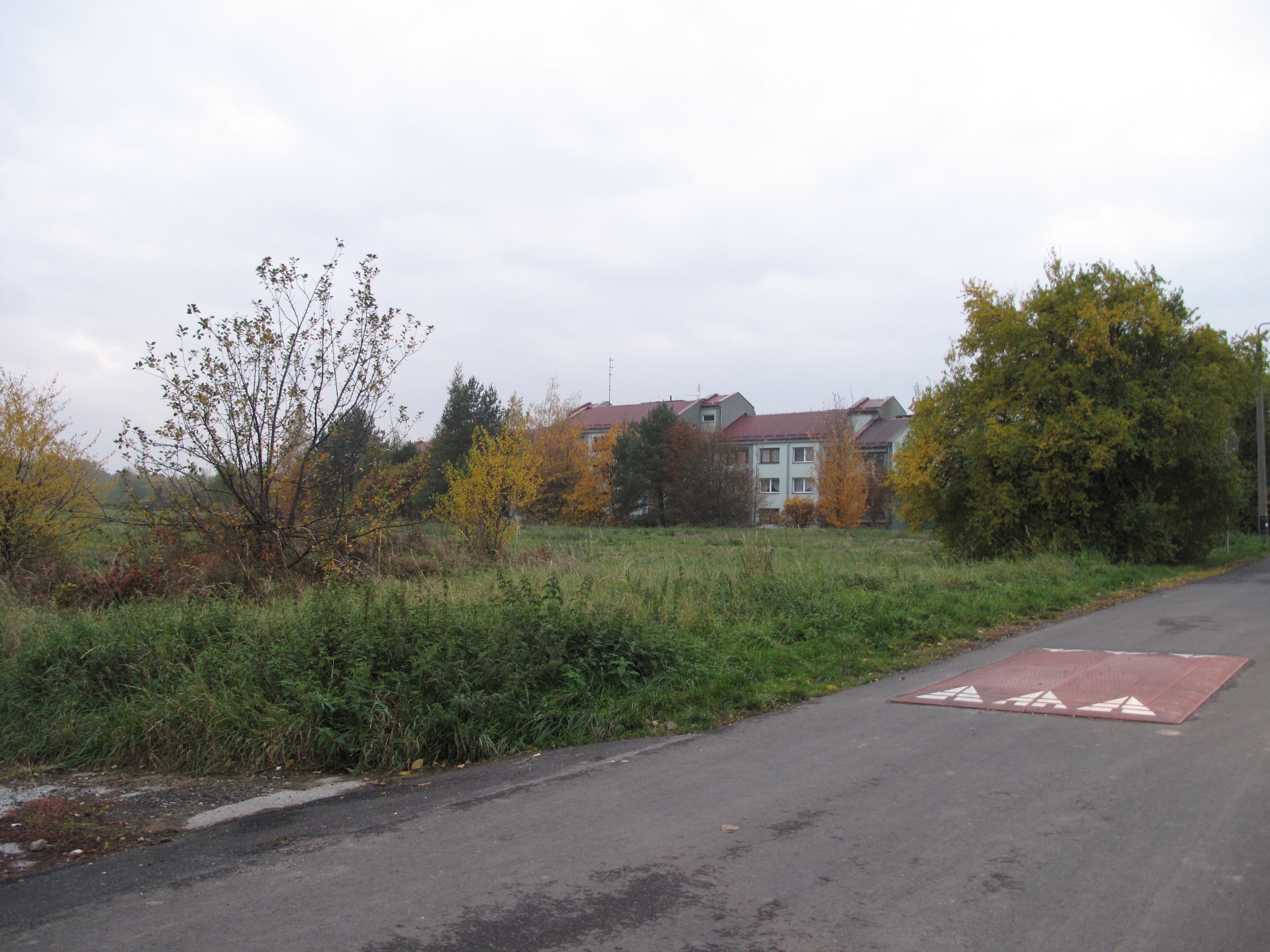